# Associazione Calcio Monza 1970-1971
Questa pagina raccoglie le informazioni riguardanti l'Associazione Calcio Monza nelle competizioni ufficiali della stagione 1970-1971.

## Stagione
Nella stagione 1970-1971 il Monza disputa il campionato di Serie B, con 35 punti ottiene la quindicesimo posto in classifica. Sono state promosse in Serie A il Mantova con 48 punti, e la coppia Atalanta e Catanzaro con 47 punti, retrocedono in Serie C il Pisa con 32 punti, la Casertana con 27 punti e la Massese con 22 punti.
Il Monza di nuovo affidato a Luigi Radice non ripete il bel campionato della scorsa stagione, raccoglie dieci punti in meno e presenta una difesa meno ferrea, che subisce il doppio delle reti rispetto alla passata stagione. In attacco viene preso in prestito dal Torino il giovane cremonese di belle speranze Emiliano Mondonico, che con 7 reti in 23 partite risulta il miglior realizzatore stagionale brianzolo. Il Monza disputa un campionato cadetto sempre intruppato nel centro classifica, con il vizio del pareggio, ne colleziona infatti 17, salvandosi con un paio di giornate di anticipo. Molto meglio gli riesce in Coppa Italia, dove il Monza viene inserito nel terzo girone di qualificazione, con Como, Inter e Atalanta, vince il girone dopo uno spareggio con i bergamaschi vinto (5-4) ai calci di rigore, sempre ai calci di rigore (5-4) supera il Novara nella partita di qualificazione ai quarti, riuscendo in questo modo ad accedere ai Quarti di finale del trofeo, nei quali viene eliminato nel doppio confronto dalla Fiorentina.

## Rosa
| N. |                   | Ruolo | Calciatore           |
| -- | ----------------- | ----- | -------------------- |
|    | Italia (bandiera) | A     | Lucio Bertogna       |
|    | Italia (bandiera) | C     | Federico Caputi      |
|    | Italia (bandiera) | C     | Roberto Caremi       |
|    | Italia (bandiera) | P     | Romano Cazzaniga     |
|    | Italia (bandiera) | D     | Giampiero D'Angiulli |
|    | Italia (bandiera) | C     | Renato Dehò          |
|    | Italia (bandiera) | C     | Gianni Facchinello   |
|    | Italia (bandiera) | D     | Franco Fontana       |
|    | Italia (bandiera) | C     | Lino Golin           |
|    | Italia (bandiera) | A     | Giampaolo Lanzetti   |

| N. |                   | Ruolo | Calciatore          |
| -- | ----------------- | ----- | ------------------- |
|    | Italia (bandiera) | A     | Raoul Mannino       |
|    | Italia (bandiera) | A     | Emiliano Mondonico  |
|    | Italia (bandiera) | D     | Guido Onor          |
|    | Italia (bandiera) | C     | Fiorino Pepe        |
|    | Italia (bandiera) | P     | Gian Nicola Pinotti |
|    | Italia (bandiera) | C     | Enrico Prato        |
|    | Italia (bandiera) | D     | Gian Filippo Reali  |
|    | Italia (bandiera) | D     | Carlo Soldo         |
|    | Italia (bandiera) | D     | Mario Trebbi        |
|    | Italia (bandiera) | D     | Vittorio Zanella    |

## Risultati

### Campionato

#### Girone di andata
| Arbitro: | Ciacci (Firenze) |

|              |           |  |
| Lanzetti 85’ | Marcatori |  |

| Arbitro: | Angonese (Mestre) |

|           |           |               |
| Troja 21’ | Marcatori | 19’ Mondonico |

| Arbitro: | Lattanzi (Roma) |

|                 |           |                                                 |
| Facchinello 36’ | Marcatori | 14’ (aut.) Pinotti 76’ Lambrugo 87’ Magistrelli |

| Arbitro: | Bianchi (Firenze) |

|                    |           |  |
| Carrera 50’ (rig.) | Marcatori |  |

| Arbitro: | Trono (Torino) |

|                                |           |                      |
| Lanzetti 5’ Mondonico 53’, 88’ | Marcatori | 20’ Urban 70’ Traini |

| Bergamo 25 ottobre 1970 6ª giornata | Atalanta           | 0 – 0 | Monza | Stadio Comunale\| Arbitro: \| Michelotti (Parma) \| |
| Arbitro:                            | Michelotti (Parma) |       |       |                                                     |

| Arbitro: | Menegali (Roma) |

|                                              |           |                                       |
| Lanzetti 31’ D'Angiulli 38’ Prato 72’ (rig.) | Marcatori | 63’ (rig.) Romanzini 90’ Gagliardelli |

| Arbitro: | Barbaresco (Cormons) |

|             |           |                                     |
| Incerti 66’ | Marcatori | 30’ Pepe 62’ Bertogna 79’ Mondonico |

| Monza 15 novembre 1970 9ª giornata | Monza          | 0 – 0 | Reggina | Stadio Gino Alfonso Sada\| Arbitro: \| Trono (Torino) \| |
| Arbitro:                           | Trono (Torino) |       |         |                                                          |

| Arbitro: | Reggiani (Bologna) |

|                              |           |  |
| Sanseverino 27’ Coramini 87’ | Marcatori |  |

| Arbitro: | Trinchieri (Reggio Emilia) |

|  |           |                          |
|  | Marcatori | 57’ De Paoli 88’ Braglia |

| Arbitro: | Barbaresco (Cormons) |

|                  |           |  |
| Prato 25’ (aut.) | Marcatori |  |

| Arbitro: | Stagnoli (Bologna) |

|             |           |  |
| Menconi 82’ | Marcatori |  |

| Arbitro: | Monti (Ancona) |

|                   |           |  |
| Azzali 82’ (aut.) | Marcatori |  |

| Arbitro: | Campanini (Finale Emilia) |

|                    |           |                        |
| Barison 31’ (rig.) | Marcatori | 39’ (aut.) Castelletti |

| Arbitro: | Giunti (Arezzo) |

|                       |           |  |
| Pepe 61’ Bertogna 90’ | Marcatori |  |

| Mantova 10 gennaio 1971 17ª giornata | Mantova          | 0 – 0 | Monza | Stadio Danilo Martelli\| Arbitro: \| Branzoni (Pavia) \| |
| Arbitro:                             | Branzoni (Pavia) |       |       |                                                          |

| Arbitro: | Sgherri (Grosseto) |

|  |           |                     |
|  | Marcatori | 6’ Spelta 28’ Roffi |

| Arbitro: | Bianchi (Firenze) |

|              |           |                 |
| Ulivieri 65’ | Marcatori | 14’ Facchinello |

#### Girone di ritorno
| Arbitro: | Menegali (Roma) |

|                 |           |                    |
| Enzo 71’ (rig.) | Marcatori | 30’, 36’ Mondonico |

| Arbitro: | Moretto (San Donà di Piave) |

|  |           |                            |
|  | Marcatori | 17’ Reja 62’ S. Bercellino |

| Como 21 febbraio 1971 22ª giornata | Como               | 0 – 0 | Monza | Stadio Giuseppe Sinigaglia\| Arbitro: \| Reggiani (Bologna) \| |
| Arbitro:                           | Reggiani (Bologna) |       |       |                                                                |

| Arbitro: | Branzoni (Pavia) |

|            |           |                   |
| Trebbi 67’ | Marcatori | 88’ (rig.) Vivian |

| Arbitro: | Calì (Roma) |

|                                                    |           |          |
| Traini 44’ Urban 55’ Dalle Vedove 69’ Colausig 74’ | Marcatori | 89’ Dehò |

| Arbitro: | Barbaresco (Cormons) |

|                                          |           |  |
| Vavassori 10’ (aut.) Maggioni 27’ (aut.) | Marcatori |  |

| Bari 21 marzo 1971 26ª giornata | Taranto         | 0 – 0 | Monza | Stadio della Vittoria\| Arbitro: \| Menegali (Roma) \| |
| Arbitro:                        | Menegali (Roma) |       |       |                                                        |

| Arbitro: | Stagnoli (Bologna) |

|            |           |               |
| Caremi 12’ | Marcatori | 20’ E. Perego |

| Arbitro: | Marino (Taranto) |

|             |           |  |
| Facchin 29’ | Marcatori |  |

| Monza 11 aprile 1971 29ª giornata | Monza          | 0 – 0 | Pisa | Stadio Gino Alfonso Sada\| Arbitro: \| Pieroni (Roma) \| |
| Arbitro:                          | Pieroni (Roma) |       |      |                                                          |

| Arbitro: | Calì (Roma) |

|                      |           |                  |
| Simoni 18’ Canzi 75’ | Marcatori | 24’ (rig.) Prato |

| Monza 25 aprile 1971 31ª giornata | Monza            | 0 – 0 | Bari | Stadio Gino Alfonso Sada\| Arbitro: \| Sbardella (Roma) \| |
| Arbitro:                          | Sbardella (Roma) |       |      |                                                            |

| Arbitro: | Trono (Torino) |

|                           |           |  |
| Golin 42’ Facchinello 65’ | Marcatori |  |

| Arbitro: | Mascali (Desenzano del Garda) |

|                         |           |  |
| Badiani 24’ Baiardo 35’ | Marcatori |  |

| Arbitro: | Giunti (Arezzo) |

|              |           |                  |
| Bertogna 70’ | Marcatori | 62’ (aut.) Reali |

| Arbitro: | Michelotti (Parma) |

|               |           |               |
| Ciannameo 13’ | Marcatori | 77’ Mondonico |

| Monza 30 maggio 1971 36ª giornata | Monza             | 0 – 0 | Mantova | Stadio Gino Alfonso Sada\| Arbitro: \| Toselli (Cormons) \| |
| Arbitro:                          | Toselli (Cormons) |       |         |                                                             |

| Arbitro: | Gialluisi (Barletta) |

|          |           |              |
| Galli 6’ | Marcatori | 27’ Bertogna |

| Arbitro: | Barboni (Firenze) |

|             |           |           |
| Lanzetti 7’ | Marcatori | 40’ Fazzi |

### Coppa Italia

#### Girone 3
| Arbitro: | Casarin (Mestre) |

|                  |           |              |
| Prato 69’ (rig.) | Marcatori | 30’ Leonardi |

| Arbitro: | Moretto (San Donà di Piave) |

|  |           |            |
|  | Marcatori | 18’ Trebbi |

| Arbitro: | Michelotti (Parma) |

|              |           |                |
| Bertogna 46’ | Marcatori | 20’ Boninsegna |

| Arbitro: | Branzoni (Pavia) |

|                  |                      |                    |
| Prato 92’ (rig.) | Marcatori            | 97’ (aut.) Pinotti |
|                  | Tiri di rigore 5 – 4 |                    |

| Arbitro: | Gussoni (Tradate) |

|  |                      |  |
|  | Tiri di rigore 4 – 5 |  |

| Arbitro: | Mascali (Desenzano del Garda) |

|                          |           |                |
| Gennari 15’ Chiarugi 17’ | Marcatori | 82’ D'Angiulli |

| Arbitro: | Pieroni (Monza) |

|  |           |                           |
|  | Marcatori | 17’ De Sisti 38’ Esposito |

## Statistiche

### Statistiche di squadra
| Competizione | Punti | In casa | In casa | In casa | In casa | In casa | In casa | In trasferta | In trasferta | In trasferta | In trasferta | In trasferta | In trasferta | Totale | Totale | Totale | Totale | Totale | Totale | DR |
| Competizione | Punti | G       | V       | N       | P       | Gf      | Gs      | G            | V            | N            | P            | Gf           | Gs           | G      | V      | N      | P      | Gf     | Gs     | DR |
| ------------ | ----- | ------- | ------- | ------- | ------- | ------- | ------- | ------------ | ------------ | ------------ | ------------ | ------------ | ------------ | ------ | ------ | ------ | ------ | ------ | ------ | -- |
| Serie B      | 35    | 19      | 7       | 8       | 4       | 19      | 17      | 19           | 2            | 9            | 8            | 12           | 21           | 38     | 9      | 17     | 12     | 31     | 38     | -7 |
| Coppa Italia |       | 3       | 0       | 2       | 1       | 2       | 4       | 2            | 1            | 0            | 1            | 2            | 2            | 7      | 1      | 4      | 2      | 5      | 7      | -2 |
| Totale       |       | 22      | 7       | 10      | 5       | 21      | 21      | 21           | 3            | 9            | 9            | 14           | 23           | 45     | 10     | 21     | 14     | 36     | 45     | -9 |

### Statistiche dei giocatori
| Giocatore      | Serie B  | Serie B | Coppa Italia | Coppa Italia | Totale   | Totale |
| Giocatore      | Presenze | Reti    | Presenze     | Reti         | Presenze | Reti   |
| -------------- | -------- | ------- | ------------ | ------------ | -------- | ------ |
| L. Bertogna    | 36       | 4       | ?            | ?            | 36+      | 4+     |
| F. Caputi      | 1        | 0       | ?            | ?            | 1+       | 0+     |
| R. Caremi      | 26       | 1       | ?            | ?            | 26+      | 1+     |
| R. Cazzaniga   | 27       | -24     | ?            | ?            | 27+      | -24+   |
| G. D'Angiulli  | 32       | 1       | ?            | ?            | 32+      | 1+     |
| R. Dehò        | 29       | 1       | ?            | ?            | 29+      | 1+     |
| G. Facchinello | 24       | 3       | ?            | ?            | 24+      | 3+     |
| F. Fontana     | 6        | 0       | ?            | ?            | 6+       | 0+     |
| L. Golin       | 22       | 1       | ?            | ?            | 22+      | 1+     |
| G. Lanzetti    | 31       | 4       | ?            | ?            | 31+      | 4+     |
| R. Mannino     | 2        | 0       | ?            | ?            | 2+       | 0+     |
| E. Mondonico   | 23       | 7       | ?            | ?            | 23+      | 7+     |
| G. Onor        | 28       | 0       | ?            | ?            | 28+      | 0+     |
| F. Pepe        | 32       | 2       | ?            | ?            | 32+      | 2+     |
| G. Pinotti     | 11       | -14     | ?            | ?            | 11+      | -14+   |
| E. Prato       | 32       | 2       | ?            | ?            | 32+      | 2+     |
| G. Reali       | 27       | 0       | ?            | ?            | 27+      | 0+     |
| C. Soldo       | 21       | 0       | ?            | ?            | 21+      | 0+     |
| M. Trebbi      | 33       | 1       | ?            | ?            | 33+      | 1+     |
| V. Zanella     | 7        | 0       | ?            | ?            | 7+       | 0+     |